# Armadillidium veluchieuse
Armadillidium veluchieuse là một loài chân đều trong họ Armadillidiidae. Loài này được Verhoeff miêu tả khoa học năm 1902.